# Hans-Joachim Mangold
Hans-Joachim Mangold (* 7. April 1909 in Düsseldorf; † nach 1969) war ein deutscher Botschafter.

## Leben
Mangold war der Sohn des ehemaligen Saarbrückener Oberbürgermeisters Emil Mangold, der 1919 von den Franzosen ausgewiesen worden war und daraufhin mit seiner Familie ins unbesetzte Darmstadt zog. Dort absolvierte Hans-Joachim das Ludwig-Georgs-Gymnasium, wo er 1927 das Abitur ablegte.
Hans-Joachim Mangold war seit 1927 Mitglied des Corps Guestphalia Heidelberg. Er trat zum 1. Mai 1933 in die NSDAP ein (Mitgliedsnummer 2.307.799). 1934 wurde er mit der Arbeit Eigentumsvorbehalt und Sachbestandteil an der Philipps-Universität Marburg zum Doktor der Rechte promoviert. Nach dem Westfeldzug war er von Juli 1940 bis April 1941 Assessor bei Harald Turner in Paris. Mangold heiratete Luitgard von Kaminietz, mit der er eine Tochter hatte.
Laut Darstellung des Auswärtigen Amtes war er „von 1937 bis 1945 im Reichswirtschaftsministerium tätig“. De facto stand er jedoch im Dienst der deutschen Besatzungsverwaltung in Frankreich, 1942 bis 1944 im Bereich der Feldkommandantur Beauvais, anschließend in Blois.
Nach Kriegsende wurde Mangold 1948 bei der Abteilung Außenwirtschaft des Bundesministeriums für Wirtschaft beschäftigt und wechselte von hier in die Abteilung Handelspolitik des Auswärtigen Amtes, die er von 1953 bis 1957 leitete. 1960 war er Wirtschaftsreferent an der Botschaft in London. Das Kabinett stimmte dem Vorschlag des Kanzleramtes vom 21. November 1963 zu, worauf Hans-Joachim Mangold zum Botschafter in Damaskus ernannt wurde.
Das Agreement zu dieser Ernennung von Seiten der Regierung Amin al-Hafez wurde am 8. Januar 1964 bekannt gegeben.
Am 7. Oktober 1964 hatte sich ein Konsortium aus 17 Unternehmen mit Geschäftssitz in der Bundesrepublik Deutschland unter der Leitung von Wilhelm C. B. Hartmann (* 13. April 1908), Vorstand Hochtief, gegenüber der Euphrat-Behörde verpflichtet, ein verbindliches Angebot für den Baath Dam im Euphrat abzugeben.
Im Verfahren gegen Eli Cohen in Damaskus bezichtigte der Vorsitzende des Militärsondergerichtes, Oberstleutnant Salah Dilli, am 17. März 1965 Ernst-Wilhelm Springer militärische Aufklärung für eine fremde Macht zu betreiben. Die Regierung Erhard nahm mit einem Notenwechsel am 12. Mai 1965 diplomatische Beziehungen mit der Regierung von Levi Eschkol auf, worauf der syrische Botschafter in Bonn, Ibrahim Istuany, am 13. Mai 1965 die Beziehungen einstellte. Al Baas und Al Sawra berichteten am 16. Mai 1965, dass Botschafter Mangold Damaskus verlassen hätte.
Mangold trat im Oktober 1970 als stellvertretender Leiter der deutschen Vertretung bei den internationalen Organisationen in Genf auf eigenen Wunsch in den einstweiligen Ruhestand.